# Гай (Арканзас)
Гай (англ. Guy, Arkansas) — город, расположенный в округе Фолкнер (штат Арканзас, США) с населением в 202 человека по статистическим данным переписи 2000 года.

## География
По данным Бюро переписи населения США город Гай имеет общую площадь в 2,33 квадратных километров, водных ресурсов в черте населённого пункта не имеется.
Гай расположен на высоте 207 метров над уровнем моря.

## Демография
По данным переписи населения 2000 года в городе проживало 202 человека, 65 семей, насчитывалось 84 домашних хозяйств и 92 жилых дома. Средняя плотность населения составляла около 84,2 человека на один квадратный километр. Расовый состав города по данным переписи распределился следующим образом: 96,04 % белых, 0,50 % — чёрных или афроамериканцев, 3,47 % — представителей смешанных рас.
Из 84 домашних хозяйств в 31,0 % — воспитывали детей в возрасте до 18 лет, 65,5 % представляли собой совместно проживающие супружеские пары, в 9,5 % семей женщины проживали без мужей, 22,6 % не имели семей. 21,4 % от общего числа семей на момент переписи жили самостоятельно, при этом 8,3 % составили одинокие пожилые люди в возрасте 65 лет и старше. Средний размер домашнего хозяйства составил 2,40 человек, а средний размер семьи — 2,74 человек.
Население города по возрастному диапазону по данным переписи 2000 года распределилось следующим образом: 20,8 % — жители младше 18 лет, 7,4 % — между 18 и 24 годами, 30,7 % — от 25 до 44 лет, 26,7 % — от 45 до 64 лет и 14,4 % — в возрасте 65 лет и старше. Средний возраст жителей составил 40 лет. На каждые 100 женщин в городе приходилось 83,6 мужчин, при этом на каждые сто женщин 18 лет и старше приходилось 92,8 мужчин также старше 18 лет.
Средний доход на одно домашнее хозяйство в городе составил 35 625 долларов США, а средний доход на одну семью — 38 977 долларов. При этом мужчины имели средний доход в 26 875 долларов США в год против 23 750 долларов среднегодового дохода у женщин. Доход на душу населения в городе составил 15 732 доллара в год. 10,2 % от всего числа семей в округе и 14,0 % от всей численности населения находилось на момент переписи населения за чертой бедности, при этом 16,2 % из них были моложе 18 лет и 7,1 % — в возрасте 65 лет и старше.